# Bisbat de Tempio-Ampurias
El bisbat de Tempio-Ampurias —diocesi di Tempio-Ampurias (italià); Dioecesis Templensis-Ampuriensis (llatí)— és un bisbat de l'Església catòlica, sufragània de l'arquebisbat de Sàsser, que pertany a la regió eclesiàstica Sardenya. El 2010 tenia 144.980 batejats d'un total de 154.737 habitants. Està regida pel bisbe Sebastiano Sanguinetti.

## Territori

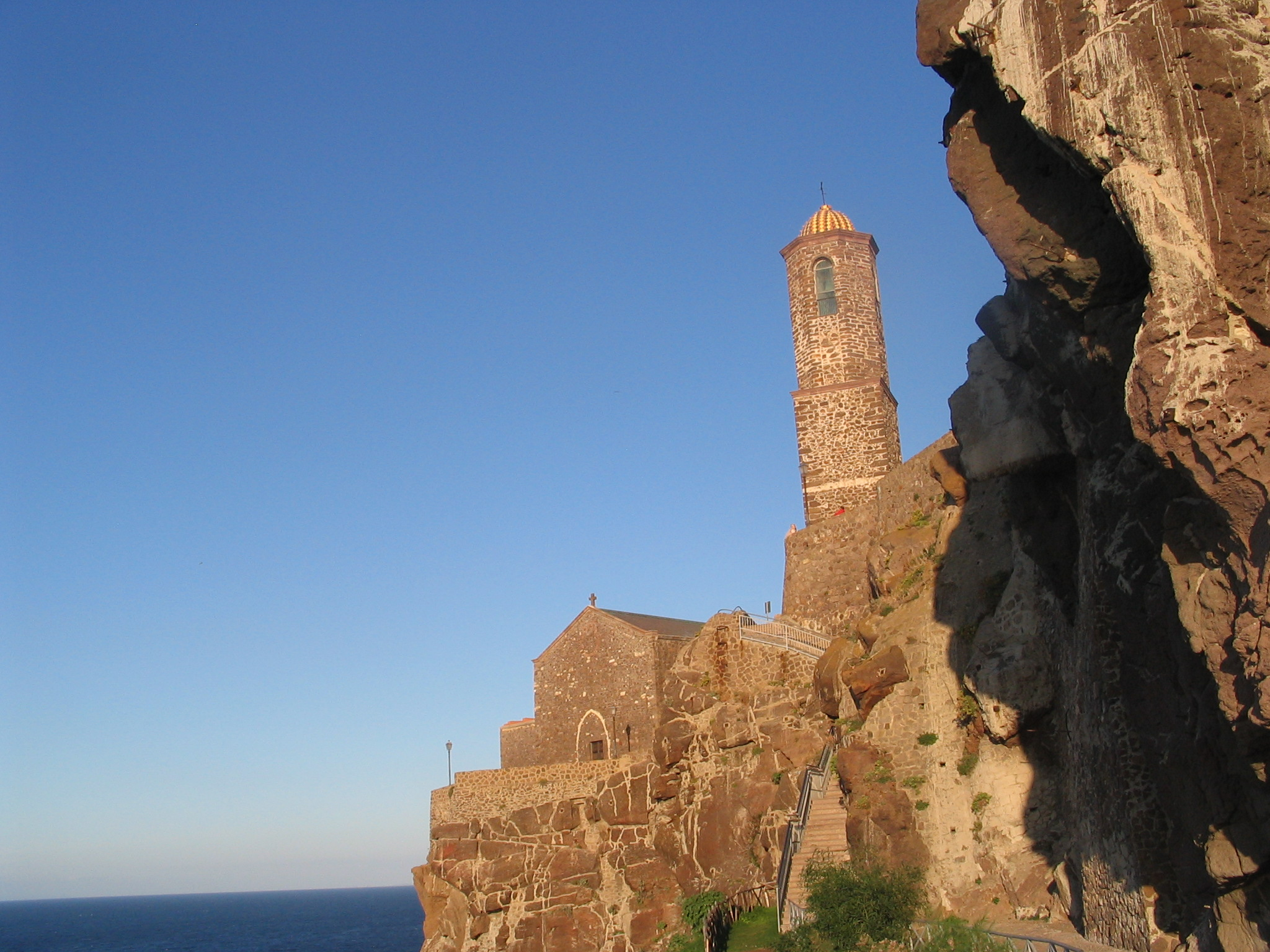
La cocatedral de Castelsardo

La diòcesi comprèn la regió històrica de la Gal·lura i de l'Anglona a la província de Sàsser.
La seu episcopal és la ciutat de Tempio Pausania, on es troba la catedral de Sant Pere Apòstol. A Castelsardo es troba la cocatedral de Sant'Antonio abate. L'antiga catedral de Civita és la basílica romànica de San Simplicio a Olbia, d'inicis del segle xii. Actualment es troba oberta a la Santa Seu, una pràctica pel reconeixement d'aquesta darrera església com a segona cocatedral.
Altres centres importants són La Maddalena i Arzachena.
El territori s'estén sobre 2.695 km² (dels quals uns 2.300 km² són a Gal·lura i els restants 300 km² són a Anglona), i estan dividits en 47 parròquies, agrupades en quatre arxiprestats:
- Anglona i baixa vall del Coghinas (Vicariat "Sant'Antonio Abate")
- Tempio i alta Gal·lura (Vicariat "San Pietro Apostolo")
- Arzachena i arxipèlag de La Maddalena (Vicariat "Nostra Signora di Luogosanto")
- Olbia (Vicariat "San Simplicio")

Els patrons de la diòcesi són Sant Simplici d'Òlbia per la Gal·lura i Sant Antoni Abat per l'Anglona.

## Història
La diòcesi de Civita potser té l'origen a l'antiga diòcesi de Fausania (avui Olbia), un dels llocs més antics de l'illa, erigida ja al segle iv. Va ser sufragània de l'arxidiòcesi de Càller. A més del màrtir Simplici, mort el 304, l'únic bisbe documentat, de Fausania és Vittore, esmentat en una carta al Papa Gregori el Gran del 599 i que l'any següent va participar en un sínode a Roma. El mateix Papa, el 594, convidava l'arquebisbe de Càller a nomenar un nou bisbe per a Fausania, vacant durant tant de temps. Més enllà d'això, però, tenir notícies d'un defensor sanctae ecclesiae minister al segle v, presumiblement un bisbe, i al 893 es menciona la diòcesi de Fausania juntament amb les de Calessis i de Turris.
Les restes de la diòcesi de Civita apareixen des del final del segle xi, quan era sufragània de l'arxidiòcesi de Pisa, com la butlla de Alexandre III de 1161. Més tard els papes, potser amb la idea de situar-la sota la jurisdicció d'una metròpoli sarda, la van mantenir immediatament subjecta a la Santa Seu, com ja apareix a finals del segle xii. La catedral de la diòcesi va ser, d'ençà el segle xi, l'actual basílica de Sant Simplici a Olbia.
La diòcesi d'Ampurias va ser erigida al segle xi, presumiblement per Alexandre II, prop de l'antiga ciutat de Codaruina (avui Valledoria) situada a la desembocadura del Coghinas. La catedral va ser dedicada a Sant Pere. A principis del segle xvi el bisbe va traslladar la seva residència d'Ampurias, ara despoblada i abandonada, a Castellaragonese, avui Castelsardo. El trasllat finalment es va formalitzar el 1568.
Les seus d'Ampurias i Civita es van unir aeque principaliter el 5 de juny de 1506 amb la butlla Romanus Pontifex del Papa Juli II, deixant el destí la tasca de triar la seu: de fet, el Papa va decretar que el títol es quedaria al bisbe diocesà que sobrevisqués. El bisbe de Civita, Pedro Stornell, va morir en 1510; així que la residència del bisbe de la diòcesi va ser establerta a Castellaragonese, on va romandre fins al segle xix. La diòcesi va prendre el nom de diòcesi d'Ampurias i Civita .
El 1621 amb la butlla Sacri Apostolatus de Gregori XV, a petició del vicari parroquial, erigit la col·legiata de Tempio, demanant un vistiplau al capítol d'Ampurias.
El 1839 Gregori XVI amb la butlla Quamvis aequam formalitzà el trasllat del bisbat de Civita Olbia-Tempio (convertit en aquells anys en la capital provincial), i, per iniciativa del bisbe Capece, la diòcesi unida va assumir el nou nom de diòcesi de Ampurias i Tempio. Tempio va ser feta hereva de Civita, així com la seu dels bisbes de la diòcesi unificada.
El 30 de setembre de 1986, amb el decret Instantibus votis de la Congregació per als Bisbes, la unió esdevingué plena i la diòcesi resultant assumí el seu actual nom. Actualment es troba en revisió per part de la Santa Seu, per exemple, l'addició de la denominació històrica de "Civita" al nom de la diòcesi.

## Episcopologi
Bisbes de Fausania
- Simplici † (Segle III - 304)
- Anònim † (Segle V)
- Vittore † (finals de 594 - finals de 600)
- Anònim † (citat el 893)

Bisbes de Gal·lura
- Anònim † (citat el 1095)

Bisbes de Civita
- Villano † (1114 - 1116)
- Bernardo † (citat el 1173)
- Anònim † (citat el 1204)
- Filippo † (inicis de 1223 - finals de 1229)
- Pietro † (citat el 1246)
- Anònim † (citat el 1255)
- Anònim † (citat el 1263)
- Pietro † (citat el 1329)
- Lorenzo da Viterbo, O.P. † (11 de setembre de 1329 - 1344)
- Bernardino Rossi, O.F.M. † (14 de juny de 1344 - ?)
- Matteo † (citat el 1348)[1]
- Raimondo, O.P. † (19 de setembre de 1349 - 10 de juny de 1351 nomenat bisbe de Mariana)
- Tommaso Sferrato, O.F.M. † (10 de juny de 1351 - 6 de novembre de 1353 nomenat bisbe de Cagli)
- Gerardo, O.F.M. † (6 de novembre de 1353 - 1362 mort)
- Alfonso † (8 de març de 1363 - 1383 mort)
- Obediència avinyonesa:
  - Siffredo di Tommaso, O.Carm. † (15 de maig de 1383 - 1388 mort)
  - Francesco de Marginibus, O.P. † (18 d'agost de 1390 - ?)
- Obediència romana:
  - Simone † (1390 - ? mort)
  - Simone Margens † (26 de setembre de 1401 - 1407)
  - Angelo † (5 d'agost de 1407 - ? mort)
- Agostino di Poggibonsi, O.E.S.A. † (27 d'abril de 1442 - ?)
  - Lorenzo Scopulart, O.P. † (1439 - ?) (antibisbe)
- Antonio de Fontanis, O.F.M. † (30 d'octubre de 1443 - 1460 dimití)
- Rodrigo de Sesse, O.F.M. † (24 de març de 1460 - 1490 mort)
- Pedro Stornell, O.P. † (5 de novembre de 1490 - 1510 mort)

Bisbes d'Ampurias
- Bono ? † (inicis de 1100 - inicis de 1106)
- Nicola I † (1106 - 1120)
- Anònim † (vers 1139 - 1142)
- Gilito † (vers 1149 - vers 1154)
- Comita de Martis † (vers 1170 - vers 1179)
- Pietro I † (citat el 1205)
- Anònim † (citat el 1215)
- Gennadio † (citat el 1231)
- Anònim † (inicis de 1247 - finals de 1254)
- Guglielmo † (11 de juliol de 1255 - ?)
- Giovanni † (citat el 1269)
- Summachio † (citat el 1278)
- Gonario o Gavino † (vers 1283 - vers 1300 mort)
- Bartolomeo de Malague, O.F.M. † (9 de maig de 1301 - inicis de 1332 mort)
- Giacomo † (21 de setembre de 1332 - ?)
- Arduino † (1353 - 1355)
- Bertrando, O.P. † (8 de juny de 1355 - 5 de setembre de 1365 nomenat bisbe de Larino)
- Pietro di San Martino, O.F.M. † (10 de setembre de 1365 - inicis de 1386)
- Marco † (16 de maig de 1386 - ?)
- Nicola II † (16 d'octubre de 1386 - ?)
  - Egidio da Murello, O.F.M. † (28 de febrer de 1393 - ?) (obediència avinyonesa)
- Pietro di Corsica † (3 d'abril de 1395 - 11 de febrer de 1401 nomenat bisbe d'Aiacciu)
- Pietro Benedetto di Giovanni † (26 de març de 1401 - 1413 mort)
- Tommaso di Bobbio † (21 de novembre de 1413 - 1428 mort) (obediència pisana)
- Gavino † (12 d'abril de 1428 - 1443 mort)
- Sisinnio o Sissino † (5 de juliol de 1443 - 23 d'octubre de 1448 nomenat bisbe de Bisarcio)
- Gonario Gadulese † (23 de setembre de 1448 - 1449 mort)
- Gileto Esu o Gelasio † (1 d'octubre de 1449 - 1455)
- Antonio de Alcalá † (16 de maig de 1457 - vers 1457 dimití)
- Nicola de Campo † (27 d'octubre de 1458 - 1479 mort)
- Ludovico di Giovanni, O.F.M.Conv. † (20 d'agost de 1480 - 1486 mort)
- Diego de Nava, O.E.S.A. † (2 d'octubre de 1486 - 1493 mort)[2]
- Francesco Manno † (27 de novembre de 1493 - 1510 nomenat bisbe d'Ampurias e Civita)

Bisbes d'Ampurias e Civita
- Francesco Manno † (1510 - finals de 27 d'abril de 1511 mort)
- Luis González, O.F.M. † (8 de juny de 1513 - 1538 mort)
- Giorgio Artea † (5 de juny de 1538 - 1545 mort)
- Luis de Cates, O.S.A. † (22 de maig de 1545 - 1558 mort)[3]
- Francisco Tomás † (23 de març de 1558 - 1572 mort)
- Pedro Narro, O.S.B. † (30 de juliol de 1572 - 22 d'octubre de 1574 nomenat arquebisbe d'Oristany)
- Gaspar Vicente Novella † (18 de setembre de 1575 - 6 d'octubre de 1578 nomenat arquebisbe de Càller)
- Miguel Rubio, O.Cist. † (26 de juny de 1579 - 1586 mort)
- Giovanni Sanna † (26 de novembre de 1586 - 1607 mort)
- Felipe Marimón † (2 de juny de 1608 - 17 de gener de 1613 mort)
- Giacomo Passamar † (12 d'agost de 1613 - 13 de juny de 1622 nomenat arquebisbe de Sàsser)
- Giovanni de la Bronda † (19 de setembre de 1622 - 1633 mort)
- Andrea Manca † (9 de maig de 1633 - 13 de juliol de 1644 nomenat arquebisbe de Sàsser)
- Gavino Manca Figo † (17 d'octubre de 1644 - 1652 mort)
- Gaspare Litago † (29 d'abril de 1652 - 26 de juliol de 1656 nomenat arquebisbe de Sàsser)
- Lorenzo Sampero † (28 d'agost de 1656 - 1669 mort)
- Pietro Alagon † (5 d'agost de 1669 - 15 de gener de 1672 nomenat arquebisbe d'Oristany)
- Josep Sanxis i Ferrandis, O. de M. † (22 de febrer de 1672 - 17 de juliol de 1673 nomenat bisbe de Sogorb)
- Juan Bautista Sorribas, O.Carm. † (25 de setembre de 1673 - 24 de novembre de 1678 mort)
- Giuseppe Acorrà † (25 de setembre de 1679 - 30 d'abril de 1685 nomenat arquebisbe d'Oristany)
- Francesco Sampero † (1 d'octubre de 1685 - de maig de 1688 mort)
- Michele Villa † (29 de novembre de 1688 - de juny de 1700 mort)
- Diego Serafino Posulo, O.P. † (11 de desembre de 1702 - de gener de 1718 mort)
  - Sede vacante (1718-1727)
- Angelo Galcerin, O.F.M.Conv. † (17 de maig de 1727 - setembre de 1735 mort)
- Giovanni Leonardo Sanna † (26 de setembre de 1736 - 30 de setembre de 1737 nomenat bisbe de Bosa)
- Vincenzo Giovanni Vico † (30 de setembre de 1737 - 3 de juliol de 1741 nomenat arquebisbe d'Oristany)
- Salvator Angelo Cadello † (3 de juliol de 1741 - 6 de gener de 1764 mort)
- Pietro Paolo Carta † (26 de novembre de 1764 - de gener de 1771 mort)
- Francesco Ignazio Guiso † (7 de setembre de 1772 - 25 de març de 1778 mort)
- Giovanni Antonio Arras Minutili † (1 de març de 1779 - de març de 1784 mort)
- Michele Pes † (14 de febrer de 1785 - 1804 mort)
- Giuseppe Stanislao Paradiso † (18 de setembre de 1807 - 29 de març de 1819 nomenat bisbe d'Ales e Terralba)
  - Sede vacante (1819-1823)
- Stanislao Mossa † (24 de novembre de 1823 - 9 d'abril de 1825 mort)
  - Sede vacante (1825-1833)

Bisbes d'Ampurias e Tempio
- Diego Capece † (15 d'abril de 1833 - 7 de setembre de 1855 mort)
  - Sede vacante (1855-1871)
- Filippo Campus † (24 de novembre de 1871 - 21 de novembre de 1887 mort)
- Paolo Pinna † (23 de maig de 1888 - 17 de novembre de 1892 mort)
- Antonio Contini † (16 de gener de 1893 - 1914 dimití)
- Giovanni Maria Sanna, O.F.M.Conv. † (14 de desembre de 1914 - 12 de maig de 1922 nomenat bisbe de Gravina e Irsina)
- Albino Morera † (14 de desembre de 1922 - 9 de desembre de 1950 jubilat)
- Carlo Re, I.M.C. † (29 de desembre de 1951 - 10 de febrer de 1961 dimití)
- Mario Ghiga † (10 de febrer de 1961 - 31 de març de 1963 mort)
- Giovanni Melis Fois † (25 de maig de 1963 - 7 de novembre de 1970 nomenat bisbe de Nuoro)
- Carlo Urru † (7 de març de 1971 - 21 d'abril de 1982 nomenat bisbe de Città di Castello)
- Pietro Meloni (9 de juny de 1983 - 30 de setembre de 1986 nomenat bisbe de Tempio-Ampurias)

Bisbes de Tempio-Ampurias
- Pietro Meloni (30 de setembre de 1986 - 16 d'abril de 1992 nomenat bisbe de Nuoro)
- Paolo Mario Virgilio Atzei, O.F.M.Conv. (8 de febrer de 1993 - 14 de setembre de 2004 nomenat arquebisbe de Sàsser)
- Sebastiano Sanguinetti, des del 22 d'abril de 2006

## Demografia
A finals del 2010, la diòcesi tenia 144.980 batejats sobre una població de 154.737 persones, equivalent al 93,7% del total.
| any  | població | població | població | sacerdots | sacerdots       | sacerdots       | sacerdots             | diaques | religiosos | religiosos | parroquies |
| ---- | -------- | -------- | -------- | --------- | --------------- | --------------- | --------------------- | ------- | ---------- | ---------- | ---------- |
| any  | batejats | total    | %        | total     | clergat secular | clergat regular | batejats por sacerdot | diaques | homes      | dones      |            |
| 1959 | 101.889  | 101.955  | 99,9     | 75        | 71              | 4               | 1.358                 |         | 12         | 152        | 35         |
| 1969 | 108.170  | 108.212  | 100,0    | 87        | 78              | 9               | 1.243                 |         | 14         | 175        | 43         |
| 1980 | 120.700  | 121.300  | 99,5     | 80        | 68              | 12              | 1.508                 |         | 14         | 135        | 45         |
| 1990 | 138.975  | 139.250  | 99,8     | 72        | 63              | 9               | 1.930                 |         | 11         | 126        | 46         |
| 1999 | 137.486  | 137.528  | 100,0    | 72        | 63              | 9               | 1.909                 | 1       | 10         | 112        | 47         |
| 2000 | 137.472  | 137.528  | 100,0    | 73        | 64              | 9               | 1.883                 |         | 10         | 115        | 47         |
| 2001 | 137.472  | 137.582  | 99,9     | 73        | 64              | 9               | 1.883                 |         | 10         | 115        | 47         |
| 2002 | 142.454  | 142.535  | 99,9     | 75        | 65              | 10              | 1.899                 |         | 12         | 115        | 47         |
| 2003 | 141.586  | 142.720  | 99,2     | 75        | 63              | 12              | 1.887                 | 1       | 14         | 120        | 47         |
| 2004 | 141.694  | 143.203  | 98,9     | 72        | 58              | 14              | 1.967                 | 2       | 17         | 100        | 47         |
| 2010 | 144.980  | 154.737  | 93,7     | 78        | 69              | 9               | 1.858                 | 3       | 10         | 97         | 47         |